# Deutzia albida
Deutzia albida är en hortensiaväxtart som beskrevs av Alexander Feodorowicz Batalin. Deutzia albida ingår i släktet deutzior, och familjen hortensiaväxter. Inga underarter finns listade i Catalogue of Life.